# 사우디아라비아의 세계유산

사우디아라비아의 세계유산은 세계유산 위원회를 거쳐 유네스코 세계유산에 등재된 사우디아라비아의 세계유산을 일컫는다. 사우디아라비아는 1978년 8월 7일 유네스코 조약에 비준한 이래, 6건의 문화유산을 보유하고 있다. 

## 목록

### 문화유산
| No. | 사진 | 등록명                               | 소재지   | 등록년도 | 등록기준      | 유네스코 지정번호 | 비고 |
| 1   |      | 알 히즈르 고고 유적 (마다인 살리)    | 메디나주 | 2008년   | (ⅱ), (ⅲ)      | 1293              |      |
| 2   |      | 아드 디리야의 아트 투라이프 지구     | 리야드주 | 2010년   | (ⅳ), (ⅴ), (ⅵ) | 1329              |      |
| 3   |      | 역사적 도시 제다, 메카로 향하는 관문 | 메카주   | 2014년   | (ⅱ), (ⅳ), (ⅵ) | 1361              |      |
| 4   |      | 사우디아라비아 하일 지방의 암각화    | 하일주   | 2015년   | (ⅰ), (ⅲ)      | 1472              |      |
| 5   |      | 알 아사 오아시스, 진화하는 문화 경관 | 동부주   | 2018년   | (ⅲ), (ⅳ), (ⅴ) | 1490              |      |
| 6   |      | 히마 문화 지구                       | 나지란주 | 2021년   | (ⅲ)           | 1619              |      |